# Basilika St. Nikolaus (Buenos Aires)

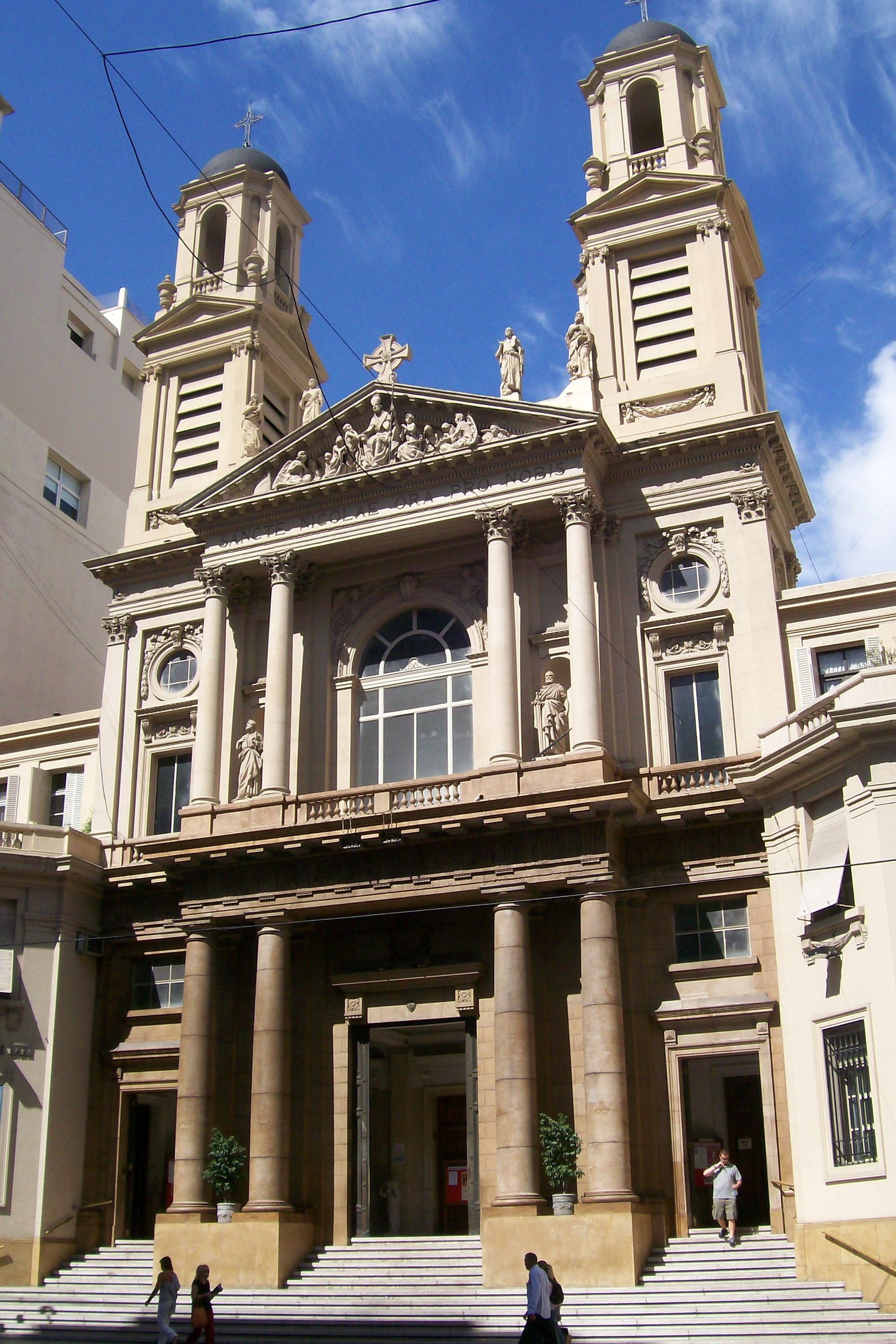
Fassade der Basilika

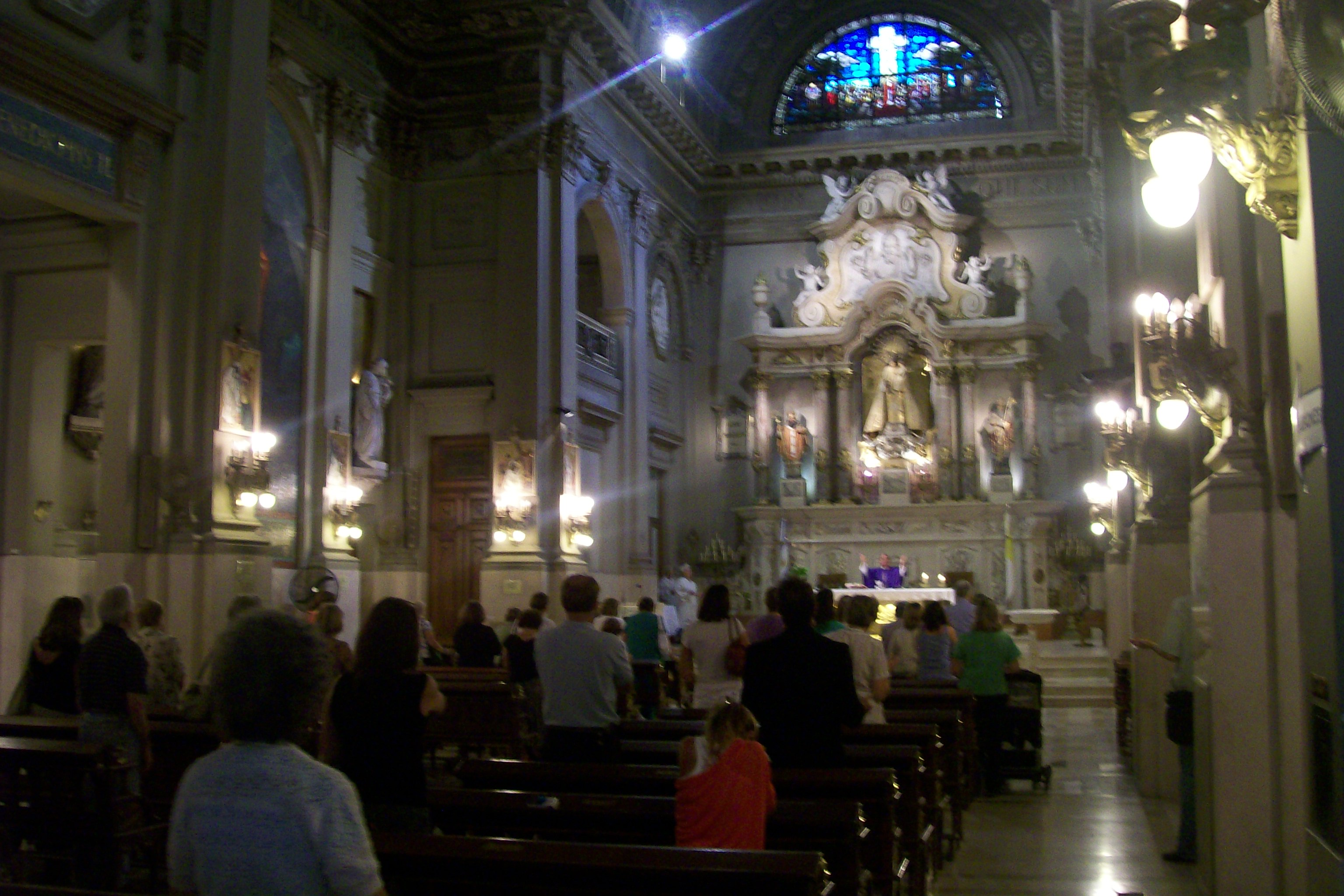
Innenraum mit Hochaltar

Die Basilika St. Nikolaus (spanisch Basilica San Nicolas de Bari) ist eine römisch-katholische Kirche im Stadtviertel Retiro in Buenos Aires, Hauptstadt von Argentinien. Die zum Erzbistum Buenos Aires gehörende Pfarrkirche ist Nikolaus von Myra gewidmet und trägt seit 1937 den Titel einer Basilica minor.

## Geschichte
Die ursprüngliche Kirche wurde 1733 auf Initiative des Spaniers Domingo de Acassuso errichtet, der bei einer Besichtigung der Baustelle starb. Sie stand an der Ecke des heutigen Av. Corrientes und Carlos Pellegrini und gab dem Viertel San Nicolás seinen Namen. Zur Kirche gehörte seit dem 18. Jahrhundert ein Kloster. Am Kirchturm wurde am 23. August 1812 anlässlich eines Gottesdienstes zum ersten Mal die argentinische Nationalflagge von Manuel Belgrano in der Stadt Buenos Aires gehisst.
1931 musste die Kirche zur Verbreiterung der Avenida Corrientes abgerissen werden. An ihrer Stelle wurde der Obelisk von Buenos Aires errichtet. Das heutige Gebäude wurde am 29. November 1935 geweiht. Bereits 1937 wurde die Kirche zur Basilica minor erhoben.

## Architektur
In  der Straßenfront steht leicht zurückgesetzt die symmetrische Doppelturmfassade. Die Türme rahmen einen Dreiecksgiebel mit Relieffiguren und aufgesetztem Kreuz ein. Der Giebel schließt den doppelgeschossigen Säulenportikus ab, dessen untere Etage vom Straßenniveau über eine breite Treppe zur Kirche führt. In einem der Kirchtürme sind die ursprünglichen Glocken der ersten Kirche erhalten. Die einschiffige Saalkirche mit kurzen Querschiffen ist mit Tonnengewölben ausgeführt. Im Zentrum der Kirche erhebt sich die Vierungskuppel mit einer Laterne. Wände und Decken sind mit neobarocken Stuckarbeiten verziert, sechs Wandbilder mit eingelegten Mosaiken schmücken die Wände, auch die Bronzeleuchter sind bedeutsam. Auf der rechten Seite des Hauptaltars, in der Kapelle des Allerheiligsten Sakraments, wird eine Armreliquie des heiligen Héctor Valdivielso Sáez verehrt, der erste heiliggesprochene Argentinier. Er wurde 1913 in der alten Kirche getauft. In einem Seitenaltar befindet sich die Kapelle der Madonna des Rosenkranzes von San Nicolás. Links vom Eingang der Basilika liegt eine Kapelle mit dem Bildnis der Heiligen Jungfrau der Hilflosen, der heutigen Schutzpatronin von Valencia, das aus Spanien stammt und aus der alten Kirche überführt wurde.